# Мглинський повіт
Мглинський повіт — адміністративно-територіальна одиниця Чернігівської губернії, утворена у 1781 році. Повітове місто — Мглин.
Повіт утворено 1781 року у складі Новгород-Сіверського намісництва. У 1796 році увійшов до Малоросійської губернії (2-ого складу). 1802 року увійшов до Чернігівської губернії. 1919 року повіт увійшов до складу новоствореної Гомельської області РРФСР. 1922 року повіт розділено між Почепським й Клинцівським повітами.
Повіт знаходився на півночі губернії, межував на заході з Суразьким, на півдні Стародубським повітами Чернігівської губерннії, на сході з Орловською і півночі Смоленською губерніями Російської імперії. Площа повіту, за Стрельбицьким, становила 3 319,5 верст² (3 777 км²).

## Адміністративний поділ

Мапа повіту

Повіт поділявся на 3 стани і 16 волостей:
| Волость       | Волосний центр | Кількість сільських общин |
| ------------- | -------------- | ------------------------- |
| І стан        |                |                           |
| Почепська     | Почеп          | 34                        |
| П'янорозька   | П'яний Рог     | 5                         |
| Краснорозька  | Красний Рог    | 8                         |
| Івайтенська   | Івайтенкі      | 25                        |
| Старосельська | Староселля     | 43                        |
| Котляковська  | Котляково      | 35                        |
| ІІ стан       |                |                           |
| Кульневська   | Кульнево       | 27                        |
| Воробеїнська  | Воробеїня      | 56                        |
| Алексієвська  | Алексієвськ    | 86                        |
| Балицька      | Баликі         | 37                        |
| ІІІ стан      |                |                           |
| Мглинська     | Мглин          | 36                        |
| Шумаровська   | Шумарово       | 30                        |
| Романовська   | Нова Романовка | 8                         |
| Костеніцька   | Костеничі      | 38                        |
| Павловська    | Павловка       | 16                        |
| Нивнянська    | Нивне          | 15                        |

## Населення
За працею російського військового статистика Олександра Ріттіха «Племенной состав контингентов русской армии и мужского населения Европейской России» 1875 року частка українців серед чоловіків призовного віку повіту становила 95,4 %, євреїв — 3 %, білорусів — 1 %, поляків — 0,03 %, німців — 0,02 %, росіян — 0,009 %.
Згідно з переписом населення Російської імперії 1897 року в повіті проживало 139 343 чоловік. Згідно з відверто сфальшованими даними 1-го Всеросійського перепису (по Стародубщині в цілому і повіту зокрема) з них 78,21 % — було зараховані до російськомовного населення, 14,17 % — до білоруськомовного населення, 7,3 %  становили євреї. Більшість українців під час першого Всеросійського перепису зараховувалися до російськомовних. Натомість реальну кількість та співвідношення білорусів та українців у повіті на той час встановити достеменно неможливо, адже за словами відомого географа та демографа Володимира Кубійовича, населення регіону мало проміжні говори, ближчі до білоруських та українське самоусвідомлення. Так само переважна більшість прізвищ були також українськими. Про сфальшованість каже перед усім те, що за всіма 10-ма попередніми ревізіями населення українці становили абсолютну більшість населення повіту, зокрема за даними останньої 10-ї ревізії населення 1858 року кількість українців у повіті становила 87 тисяч осіб, або 95,3 %, не набагато менше спотвореними та також вкрай необ'єктивними були дані перепису Всеросійського перепису населення населення 1917 року, коли у повіті було нараховано 5 тисяч україномовних громадян, що складало 3,3 %  Співставними з цими, врахувуючи те, що частина українців були російськомовними, виглядають дані перших двох переписів населення СРСР. Так за даними Всесоюзного перепису 1926 року українці Почепського (раніше Мглинського) повіту становили 25 514 осіб, або близько 13 %. Та все одно навіть такі дані видатний український географ та демограф Володимир Кубійович піддавав ці дані істотними сумнівам.